# 硬さ
硬さ（かたさ、英: hardness、硬度）とは物質、材料の特に表面または表面近傍の機械的性質の一つであり、材料が異物によって変形や傷を与えられようとする時の、物体の変形しにくさ、物体の傷つきにくさである。工業的に比較的簡単に検査でき、これを硬さ試験法と呼ぶ。例えば鋼製品の熱処理結果の管理などに用いられている。

## 概説
硬さの概念は、それを数値化して表現しようとする場合、定義の仕方により様々な値を取り得る。硬さ試験に多くの方法があるのは、利用しようとする実用材料、たとえば金属、セラミックス、ゴムなどの材料特性により、微小な変形を与える力に対する挙動がそれぞれ異なり、また硬さ試験によって代用的に評価しようとする材料の性能項目が異なるために、実用目的のためにいろいろな測定法が開発されたためだと思われる。
金属では、押し込み硬さ試験法が多く用いられる。これは、一定荷重を加えてできる圧痕（くぼみ）の面積または深さから変形のしにくさ（硬さ）を評価するものである。加える荷重、圧痕をつける圧子先端の形状、硬さ値の計算方法がそれぞれ定義されている。
ゴムでは、一定荷重を加えた時の変形量を硬さ値にする硬さ測定法が多く用いられている。
硬さには、さまざまな測定手段（定義）とそれに対応する値（硬さの尺度）が存在する。代表的な硬さ測定法の間には対応関係が存在するが、限定された材料で相関をとったもので大雑把な目安である。

## 硬さ一覧表
| 試験法名                    | 分類         | 圧子形状                                           | 硬さ算出法                                                                                    | 解説                                                                                     |
| --------------------------- | ------------ | -------------------------------------------------- | --------------------------------------------------------------------------------------------- | ---------------------------------------------------------------------------------------- |
| ブリネル硬さ (HBS, HBW)     | 押込み硬さ   | 球（一般に10 mmを使用）                            | 圧痕表面積で試験荷重を割って算出                                                              |                                                                                          |
| ビッカース硬さ (HV)         | 押込み硬さ   | 頂角136°四角錐                                     | 圧痕表面積で試験荷重を割って算出                                                              | 最も広く普及している。                                                                   |
| ヌープ硬度 (HK)             | 押込み硬さ   | 頂角172.5°四角錐（対角線長比 1:7.11）              | 圧痕表面積で試験荷重を割って算出                                                              |                                                                                          |
| ロックウェル硬さ (HRC, HRB) | 押込み硬さ   | 頂角120°円錐（先端0.3 mm）または鋼球（φ1.5875 mm） | 試験荷重を加えた後、基準荷重に戻したときのくぼみの深さの差h HR* = 100 - 500 h (HRA, HRD, HRC) | 圧子・荷重によりいろいろなスケールがある（別表）。                                       |
| スーパーフィシャル硬さ      | 押込み硬さ   | 頂角120°円錐（先端0.3 mm）または鋼球（φ1.5875 mm） | 試験荷重を加えた後、基準荷重に戻したときのくぼみの深さの差h HR* = 100 - 1000 h                | ロックウェルより低試験荷重                                                               |
| マイヤ硬さ                  | 押込み硬さ   |                                                    | 測定荷重を圧子投影面積で割ったもの HM = W /A                                                  | Hvなどの算出が圧子接触面積で割るのに比して物理的意味が高いとされている。                 |
| ジュロメータ硬さ            | 押込み硬さ   | 頂角35°円錐                                        | 圧子の押し込み深さ。822 gで押し込み深さ0を100、押し込み深さ2.54 mmで0                         | 樹脂用硬さ計                                                                             |
| バーコール硬さ              | 押込み硬さ   | 頂角26°円錐                                        | 圧子の押し込み深さ                                                                            | 樹脂用硬さ計                                                                             |
| モノトロン硬さ              | 押込み硬さ   | 0.75 mm 球形圧子                                   | 圧子の押し込み深さ0.0457 mmになるときの荷重                                                   | 樹脂用硬さ計                                                                             |
| マルテンス硬さ              | ヒッカキ硬さ | 対面角90°ピラミッド                                | 0.01 mm巾のヒッカキ巾の荷重                                                                   |                                                                                          |
| ショア硬さ (HS)             | 反発硬さ     | 先端にダイヤモンド半球を取り付けたハンマー         | ハンマーを落とした時の跳ね返り高さを元の高さで割って算出                                      | 計測は簡単、大抵の計測器は小型軽量で持ち運び可能                                         |
| モース硬度                  | ヒッカキ硬さ | 10段階の硬さのさまざまな鉱物                       | 基準となる鉱物で引っかいたときに傷がつくかどうか                                              | 絶対的な数値は測れない、主に野外で鉱物の同定に（鉱物や地質に係る予備知識と併用して）使用 |

## そのほかの機械的性質
- ヤング率（縦弾性係数）
- 剛性率
- 強さ
  - 引張強さ - 引張応力
  - 圧縮強さ（英語版） - 圧縮応力
  - せん断強さ（英語版） - せん断応力
  - ひずみ